# Badaroux
Badaroux – miejscowość i gmina we Francji, w regionie Oksytania, w departamencie Lozère. Przez teren gminy przepływa rzeka Lot. 
Według danych na rok 1990 gminę zamieszkiwało 905 osób, a gęstość zaludnienia wynosiła 44 osoby/km² (wśród 1545 gmin Langwedocji-Roussillon Badaroux plasuje się na 371. miejscu pod względem liczby ludności, natomiast pod względem powierzchni na miejscu 367).

## Populacja

Populacja Badaroux w latach 1962-2008